# Rivière Dagenais
Rivière Dagenais är ett vattendrag i Kanada.   Det ligger i provinsen Québec, i den sydöstra delen av landet, 400 km nordväst om huvudstaden Ottawa.
Runt Rivière Dagenais är det glesbefolkat, med 11 invånare per kvadratkilometer.